# پرچم انگلسی
پرچم جزیرهٔ انگلسی در شمال ولز.